# Уинклс, Бобби
Бобби Брукс Уинклс (англ. Bobby Brooks Winkles, 11 марта 1930, Такерман, Арканзас — 17 апреля 2020, Индиан-Уэлс, Калифорния) — американский бейсболист, тренер и функционер. Играл на позиции шортстопа в командах младших лиг. Тренировал бейсбольную команду университета штата Аризона, с которой три раза побеждал в чемпионате NCAA. Победитель Мировой серии 1974 года как член тренерского штаба клуба «Окленд Атлетикс». Работал главным тренером Атлетикс и «Калифорнии Энджелс». Член Национального зала славы студенческого бейсбола.

## Биография

### Ранние годы и карьера игрока
Бобби Уинклс родился 11 марта 1930 года в Такермане в штате Арканзас. Когда ему было девять лет, их семья переехала в Свифтон, там он окончил школу и начал играть в бейсбол. После школы Уинклс поступил в Уэслианский университет Иллинойса. Его он окончил в 1952 году. Ещё будучи студентом Бобби подписал контракт с клубом Главной лиги бейсбола «Чикаго Уайт Сокс». В профессиональном бейсболе он дебютировал в составе команды Западной лиги «Колорадо-Спрингз Скай Сокс».
Сезон 1953 года Уинклс пропустил полностью из-за службы в армии. После возвращения он в течение четырёх лет играл в младших лигах, большую часть времени проведя в Колорадо-Спрингз. В этот период Бобби также получил диплом магистра в области физической подготовки в Колорадском университете. Учёбу он совмещал с работой тренера в одной из команд Американского легиона. Благодаря ей, в 1958 году Уинклс получил приглашение на пост главного тренера бейсбольной команды университета штата Аризона.

### Университет штата Аризона
К моменту появления Бобби, бейсбольная программа университета пребывала в плачевном состоянии. Выделяемых команде средств не хватало на экипировку и оборудование, не говоря уже о спортивных стипендиях. Фактически она существовала независимо от спортивного департамента университета. В 1959 году, в первом его сезоне, «Аризона Стейт Сан Девилз» одержали 27 побед при 18 поражениях. Команда быстро прогрессировала и в 1965 году стала победителем турнира NCAA, одержав 54 победы. Ещё два чемпионских титула «Сан Девилз» выиграли в 1967 и 1969 годах. В последнем случае было одержано 56 побед, что на тот момент было рекордом для студенческого бейсбола.
В университете штата Аризона Уинклс проработал до 1971 года. За тринадцать сезонов на посту главного тренера он выиграл 524 матча, проиграв только 173. Среди выпущенных им игроков были будущие звёзды Главной лиги бейсбола Гэри Джентри, Сэл Бандо, Реджи Джексон и Рик Мандей.

### Главная лига бейсбола

#### Калифорния Энджелс
В конце 1971 году Уинклс принял приглашение Дела Райса войти в его тренерский штаб в «Калифорнии Энджелс». Сезон 1972 года команда завершила на пятом месте в Западном дивизионе Американской лиги, Райс был уволен, а Бобби назначили новым главным тренером. Перед стартом следующего чемпионата его фигура стала одной из причин, по которым «Энджелс» назывались в числе фаворитов дивизиона. Кроме того, в межсезонье команду пополнил звёздный аутфилдер Фрэнк Робинсон. К концу июня калифорнийцы лидировали, но затем в их игре наступил спад. Регулярный чемпионат «Энджелс» завершили с 79 победами и 83 поражениями на четвёртом месте. Уинклс сохранил свой пост, но продержался на нём только до 27 июня 1974 года. Неудачный старт команды и его конфликт с Робинсоном привели к отставке.

#### Окленд Атлетикс
Уже 9 июля Бобби был нанят тренером третьей базы в «Окленд Атлетикс», лидировавших в своём дивизионе и отличавшихся скандальной атмосферой внутри команды. Игроки не были довольны перестановками по ходу чемпионата, но на результат это не повлияло. Сезон 1974 года «Атлетикс» завершили третьей подряд победой в Мировой серии. Уинклс отработал в команде ещё один сезон и ушёл, планируя заняться ресторанным бизнесом. Позже он передумал и следующие полтора года провёл в тренерском штабе «Сан-Франциско Джайентс».
В июне 1977 года Уинклс сменил на посту главного тренера «Атлетикс» Джека Маккеона, перешедшего на работу в офис клуба. При Бобби команда проиграла 71 матч, одержав всего 31 победу. «Окленд» финишировал последним в Американской лиге, уступив даже «Маринерс», проводившим первый сезон в своей истории. Кэтчер команды Эрл Уильямс после окончания сезона заявил, что в «Атлетикс» «не было тренеров». Уинклс сохранил свой пост и в 1978 году команда стартовала намного удачнее. К концу мая «Окленд» лидировал в дивизионе, когда Бобби подал в отставку. Причиной ухода стало вмешательство владельца клуба Чарли Финли в работу тренера.

#### Чикаго Уайт Сокс
После окончания сезона 1978 года Уинклс получил приглашение в тренерский штаб «Чикаго Уайт Сокс». Год он проработал вместе с Доном Кессинджером, два года с Тони Ла Руссой. В 1981 году новым владельцем клуба стал Джерри Райнсдорф. При нём основная ставка была сделана на воспитание молодых игроков и Бобби получил назначение на пост директора по персоналу. При нём в Главной лиге бейсбола за «Уайт Сокс» дебютировали будущие участники Матча всех звёзд Рон Киттл и Ричард Дотсон. В офисе клуба Уинклс проработал четыре года.
В 1986 году он вернулся к тренерской деятельности. Три года он провёл в «Монреаль Экспос», сначала работая с отбивающими, а затем в качестве тренера первой базы. Затем, с 1989 по 1993 год, Бобби был комментатором на играх команды. В 1994 году он вышел на пенсию и переехал в Калифорнию.
В 2001 году именем Уинклса назвали бейсбольный стадион университета штата Аризона. В 2006 году он был избран в Национальный зал славы студенческого футбола. Он скончался 17 апреля 2020 года в Индиан-Уэлсе в возрасте 90 лет.